# 擋不住的奇蹟
《擋不住的奇蹟》（英語：That Thing You Do!），是1996年美國電影，湯·漢斯导演处女作品，講述4個年輕人組成乐队的成名故事。其中同名主题曲有1960年代的摇滚風格。